# Tom Clancy's Splinter Cell: Essentials
Tom Clancy's Splinter Cell: Essentials (En español Tom Clancy's Splinter Cell: Los esenciales) es un videojuego perteneciente al género de acción y aventura con gran énfasis en el sigilo. Es parte de la serie Splinter Cell y fue lanzado para el sistema de mando PlayStation Portable. Fue desarrollado por Ubisoft Montreal y publicado por Ubisoft el 21 de marzo de 2006 en América del Norte y el 7 de abril del mismo año para el resto del mundo. Es la cuarta entrega de la serie Splinter Cell y fue impulsado en base al motor de juego Unreal Engine 2.

## Argumento
Tom Clancy's Splinter Cell: Essentials comienza en el año 2009, después de los eventos de Tom Clancy's Splinter Cell: Double Agent. Sam Fisher se cuela en el cementerio donde su hija, Sarah, que ha sido asesinada recientemente en un accidente automovilístico, ha sido enterrada. Fisher es arrestado en este sitio grave, puesto bajo custodia e interrogado. Durante este tiempo, Sam recuerda eventos pasados, que luego se juegan como misiones.
La primera misión de retrospectiva se desarrolla en Colombia en el año 1992. Fisher es en este momento un miembro de los Navy SEALs. Su comandante, es Douglas Shetland, y ha sido capturado por guerrilleros de las FARC. Yendo en contra de la orden directa del comandante, él realiza una misión de rescate individual del comandante.
Sin embargo, al final, Sam admite que mató a su controlador de Third Echelon, el Coronel Irving Lambert. En la misión final, Sam roba la evidencia y escapa.

## Recepción
La reacción crítica de Splinter Cell: Essentials fue mixta, aunque el juego fue un éxito comercial. GameRankings le dio una puntuación de 58.22%, mientras que Metacritic le dio 58 de 100 y una puntuación de usuario de 7.3 de 10.
Juan Castro, de IGN, le dio al juego una puntuación de 6.3 sobre 10, diciendo: "Essentials tiene todo lo que hace que la serie sea tan popular, incluidos todos los movimientos, armas y dispositivos. Los fans de la serie no se perderán nada en cuanto a contenido. Es impresionante que en la portátil pueda seguir el ritmo de sus hermanos de consola en términos de flexibilidad. Pero lo hace. Todavía te colgarás de las repisas, te deslizarás a lo largo de las paredes y realizarás saltos divididos. Incluso puedes hacer saltos medio divididos, lanzar ataques y disparar mientras haces rapel."
Greg Mueller de GameSpot le dio un puntaje de 5.8 sobre 10, diciendo: "Splinter Cell: Essentials suena como una buena idea. Toma algunas misiones de juegos anteriores, mezcla un poco, agrega misiones completamente nuevas, y lo coloca todo en la PlayStation Portable. Las señales de audio, como los pasos, ayudan mucho a mejorar su conocimiento de la situación". Sin embargo, criticó la forma en que se controla la cámara de manera predeterminada, pero elogió los controles generales y la facilidad para guardar el progreso en cualquier momento.